# Wölsendorf
Wölsendorf ist ein Dorf im bayerischen Landkreis Schwandorf in der Oberpfalz. Es gehört zur Gemeinde Schwarzach bei Nabburg.

## Geografie

### Geografische Lage
Wölsendorf liegt in der Region Oberpfalz-Nord an der Naab zwischen Nabburg und Schwarzenfeld am Fuße des Wolfsberges (530 m). Die Höhen des Naabdurchbruchs, begrenzt durch den Mühlberg (428 m) bei Stulln und Brensdorf und den Lehenbühl (457 m) bei Wölsendorf, haben hier einen Abstand von etwa 200 Meter. Am westlichen Ortsrand verläuft die A 93.

## Bergbau um Wölsendorf

### Lage der Abbaufelder
„Verursacht durch die im südlichen Naabgebirge kreuzenden Störungssysteme des Pfahls bildete sich zu beiden Seiten der Naab ein Flussspatgebiet aus, das in seiner ca. 15 km langen Längserstreckung von Südost nach Nordwest und seiner ca. 7 km breiten Quererstreckung von Südwest nach Nordost die Orte Lissenthan, Stulln, Wölsendorf, Schwarzach, Altfalter“ und Weiding berührt.

### Gangfüllung
Von den insgesamt 50 Gängen um Wölsendorf waren 15 von wirtschaftlichem Interesse. Neben Flussspat und Schwerspat fand man Calcit, Dolomit, Quarz, Markasit, Pyrit, auch als Schwefelkies, Katzen- oder Narrengold bekannt, Uraninit, Sphalerit, Galenit und das nach Wölsendorf benannte Wölsendorfit. Es ist ein selten vorkommendes Mineral, das aufgrund der Blei- und Urananteile sehr giftig und stark radioaktiv ist. Es gibt weltweit nur wenige Fundorte mit diesem Mineral.

### Abbau von Silber und Blei im Mittelalter
Bereits im 15. Jahrhundert baute man um Wölsendorf Silber ab. Galenit, auch als Bleiglanz bezeichnet, ist aufgrund seines Bleigehalts von bis zu 87 % das wichtigste Erz zur Gewinnung von Blei und wegen seines Silbergehalts bis zu 1 % auch wichtigstes Silbererz. Die Bedeutung des Silberbergbaus zeigt eine Urkunde vom 27. April 1534, in der die Pfalzgrafen Ludwig der V. und Friedrich II. eine Bergwerksordnung erstellten. Gegen Ende des 15. Jahrhunderts wurde der Abbau von Silber immer unwirtschaftlicher. Man konzentrierte sich auf den Abbau von Blei.
1694 erteilte das General Bau Directorium in München eine Mutung, also ein bergbauliche Genehmigung zum Abbau von Blei.

### Abbau von Flussspat
Ab 1900 begann in der Region um Wölsendorf und Stulln ein verstärkter Abbau von Flussspat, der nach dem Zweiten Weltkrieg von weltwirtschaftlicher Bedeutung war. Flussspat wird in der Stahl- und Glashüttenindustrie verarbeitet. Er kann auch zu Flusssäure verarbeitet werden, um als Konservierungs- und Lösungsmittel Verwendung zu finden. Folgende Zahlen verdeutlichen die Fördermengen, die im vergangenen Jahrhundert abgebaut worden sind:
| - 1900–1910: 40.000 t - 1911–1920: 40.000 t - 1921–1930: 140.000 t - 1931–1940: 340.000 t | - 1941–1950: 350.000 t - 1951–1960: 1.000.000 t - 1961–1970: 460.000 t |

### Ende des Bergbaus um Wölsendorf
Der Bergbau um Wölsendorf ging aufgrund der Ausbeutung der Lagerstätten und der damit verbundenen zunehmenden Unwirtschaftlichkeit seinem Ende entgegen. Die Erschließung von Flussspatrevieren in anderen Ländern und die Entwicklung von Ersatzstoffen, die den Einsatz von Flussspat in der Industrie erübrigten, beschleunigten die Entwicklung. Die Schachtanlagen um Wölsendorf sind heute Geschichte.

### Besucherbergwerk Kocher-Stollen
Am 1. Mai 1937 begann knapp zwei Kilometer östlich von Wölsendorf der Abbau von Flussspat im Heinrich-Kocher-Stollen. Es handelte sich um ein kleineres Vorkommen, mit einer Mächtigkeit von 0,8 bis 1,5 Meter. Abgebaut wurde im Johannesschacht bis 1952 und im Marienschacht bis 1968. Teile des Kocher-Stollens wurde durch den Bergknappenverein Marienschacht-Wölsendorf freigelegt. 1995 und 1999 erfolgte die Freigabe zur Begehung des 500 m langen Besucherstollens. In der Folgezeit gab es öfter Einbrüche an der Oberfläche, so dass sich die zuletzt Verantwortlichen der Hydro Aluminium Deutschland GmbH entschlossen, den Besucherstollen 2009 aus Sicherheitsgründen zu schließen.

## Bildergalerie

Johannes-Schacht, Wölsendorf (September 1951)
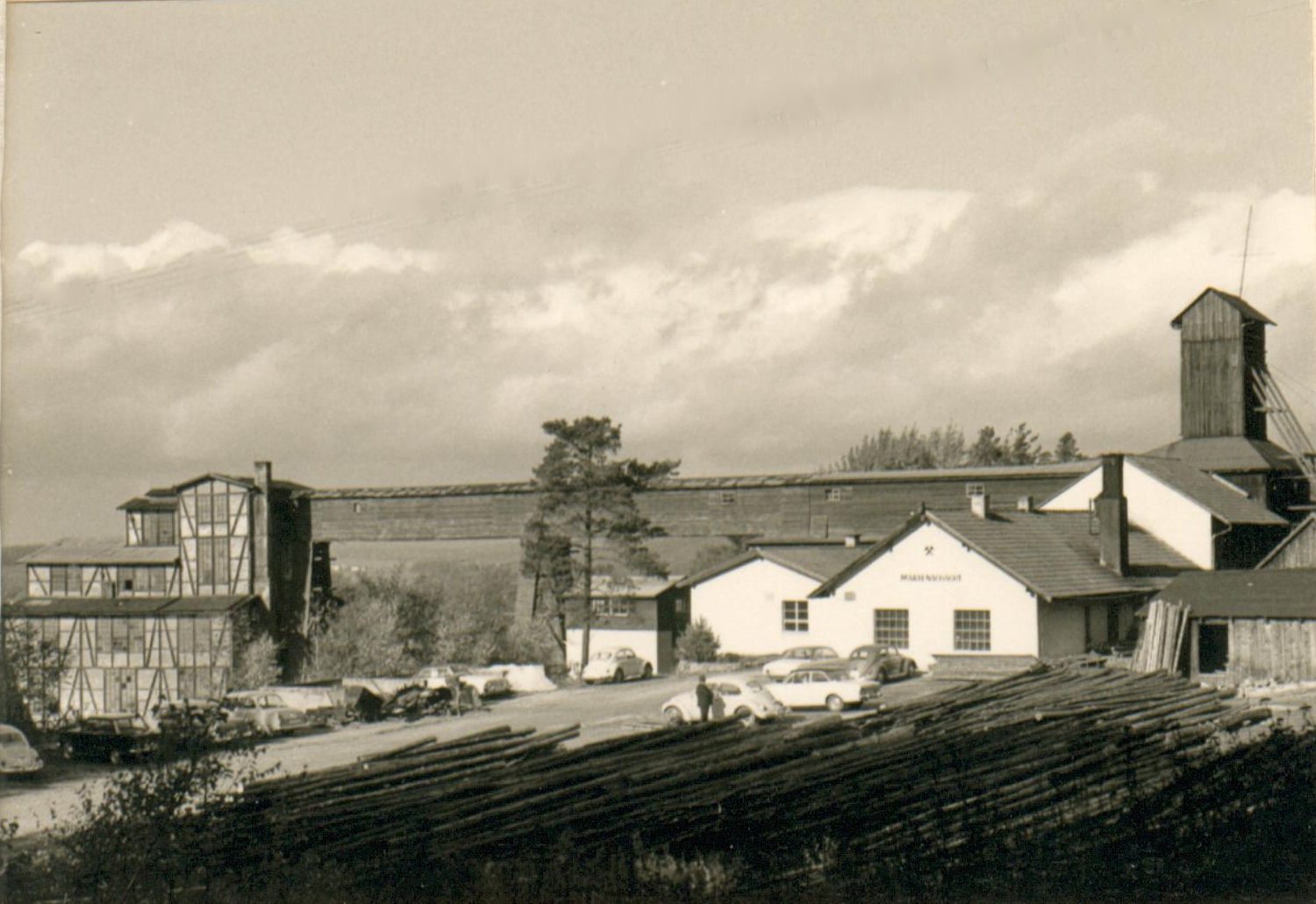
Marienschacht der FRIED: KRUPP ROHSTOFFE (Oktober 1967)
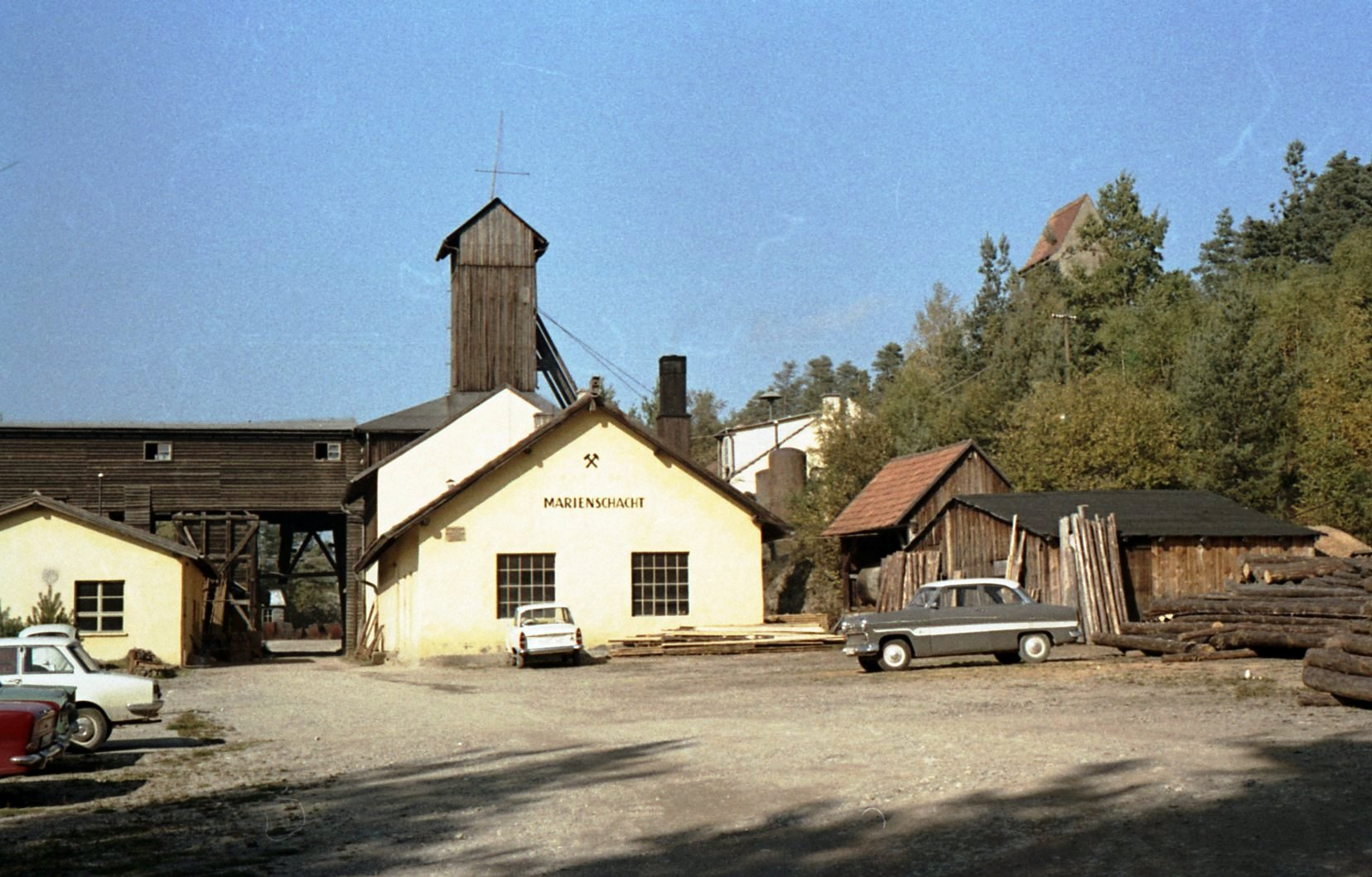
Marienschacht (1967)
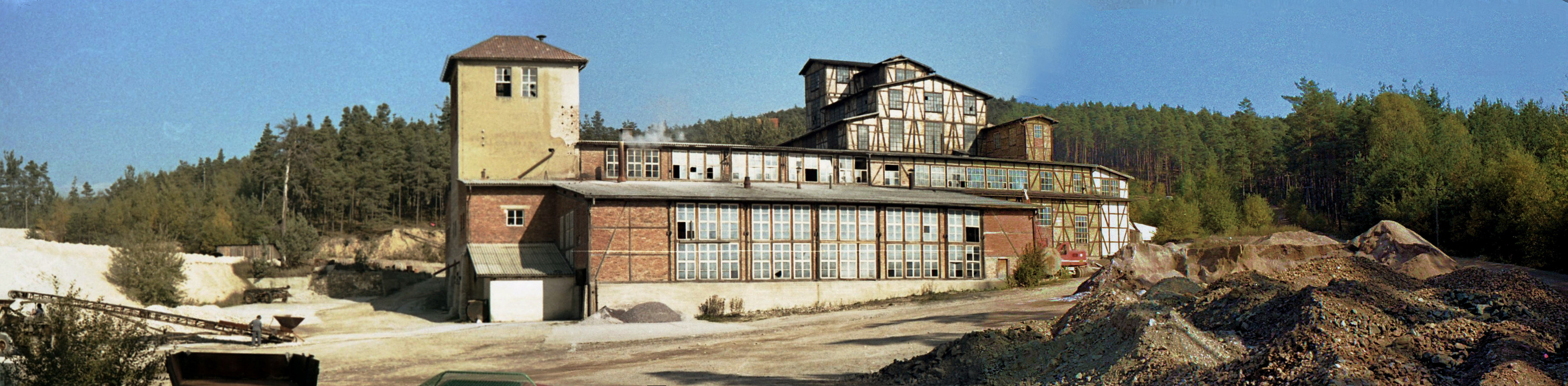
Aufbereitungsanlage (1967)
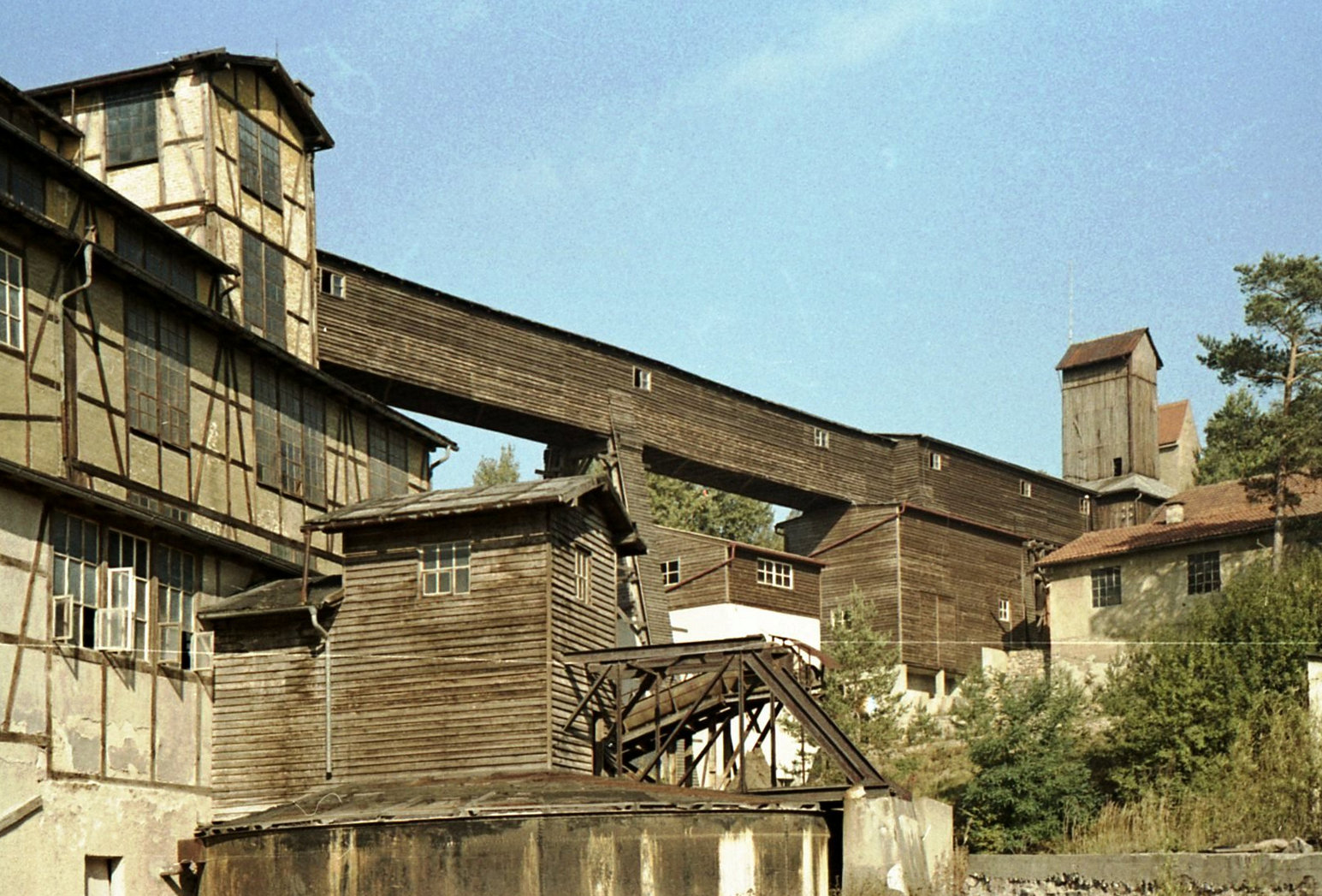
Aufbereitungsanlage (Oktober 1967)
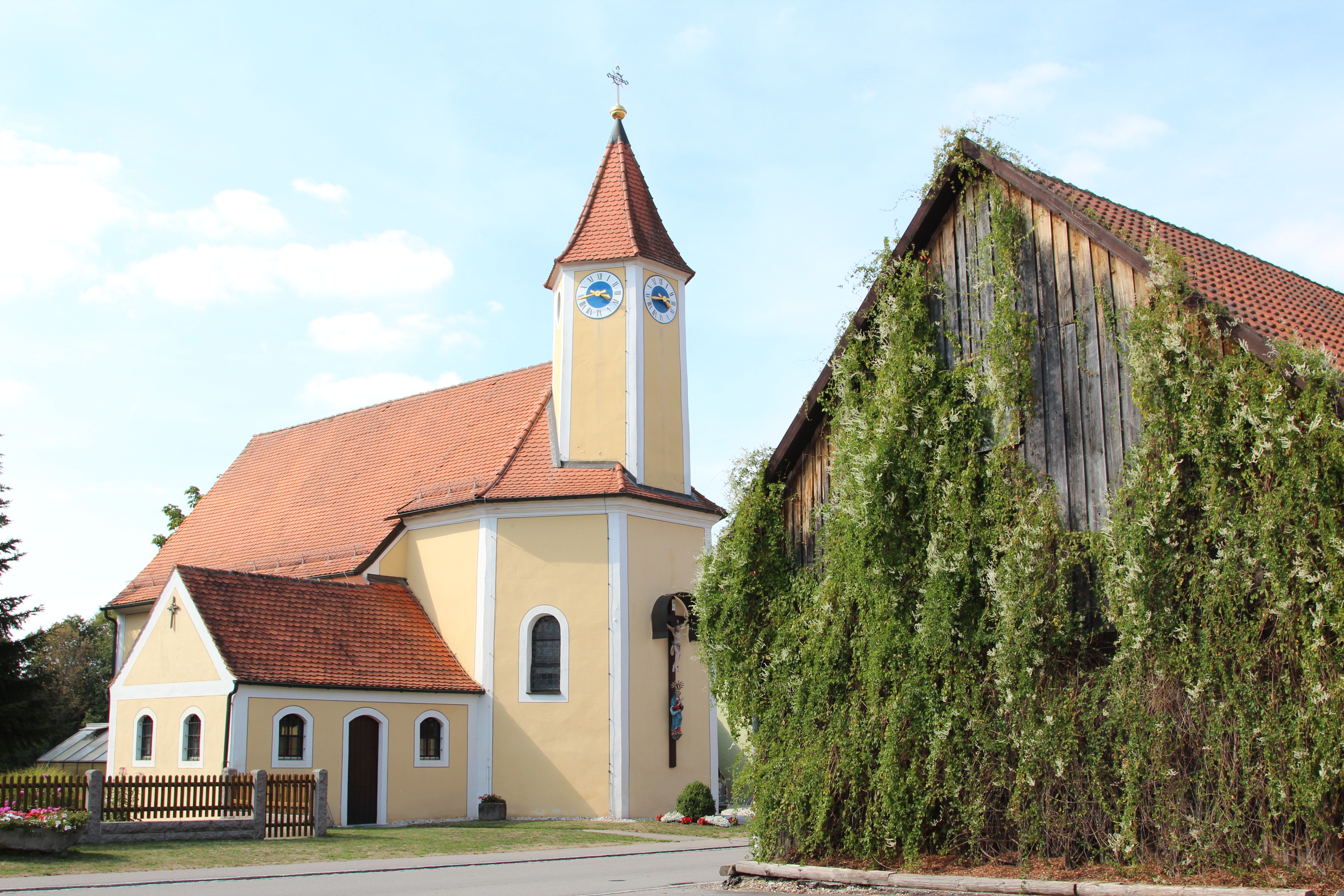
St. Wolfgang (2013)
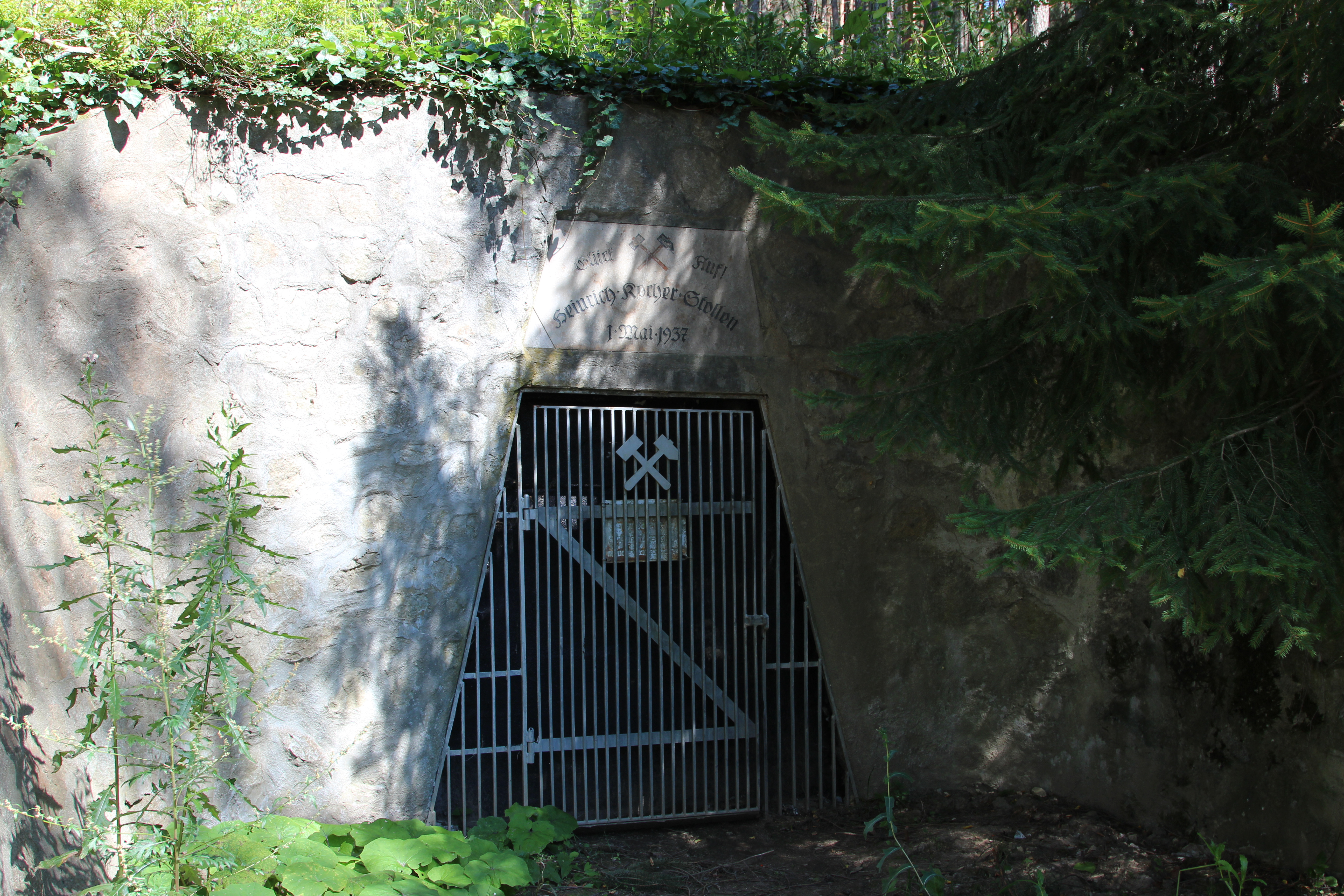
Kocher-Stollen (2013)
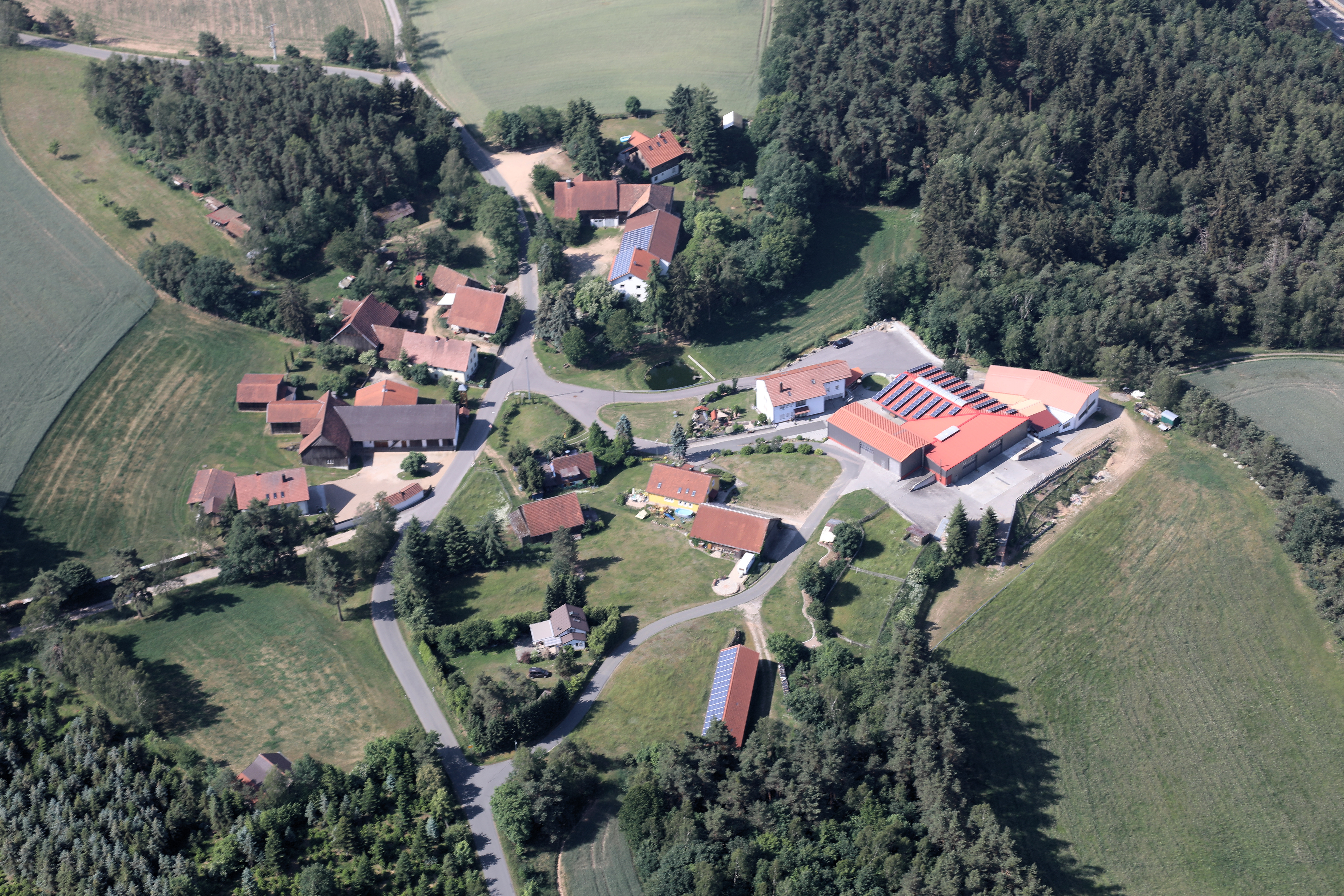
Wölsenberg (2018)

## Steuerdistrikt

### Steuerdistrikt von 1811
Im Landgericht Nabburg bestanden 1811 insgesamt 58 Steuerdistrikte. Wölsendorf gehörte zum Steuerdistrikt Warnbach, der so beschrieben ist: „Ober- und Unterwarnbach, Wölsendorf sowie den königlichen Waldungen Wolfsberg und Bokswiese. 30 Häuser, 217 Seelen.“

### Gemeindeverzeichnis von 1819
Ein Verzeichnis der Gemeinden im Landgericht Nabburg beschreibt die Landgemeinde Schwarzach, zu der Wölsendorf gehörte, wie folgt: Schwarzach (22 Familien), Warnbach (10 Familien), Wölsendorf (19 Familien), Richt (7 Familien), Weiding (13 Familien), Dietstätt (9 Familien), Sindelsberg (3 Familien) und Sattelhof (1 Familie).

### Einwohnerzahlen
Im Jahre 1828 lebten in Wölsendorf 20 Familien mit insgesamt 142 Einwohnern, 1964 waren es 50 Familien mit 277 Einwohnern.

## Verkehr
Der Bahnhof Wölsendorf an der ehemaligen Bahnstrecke Nabburg–Schönsee ist stillgelegt.

## Baudenkmäler
siehe Liste der Baudenkmäler in Schwarzach bei Nabburg#Wölsendorf
- Die katholische Filialkirche St. Wolfgang ist im Kern gotisch. Sie wurde im 18. Jahrhundert verändert.
- Das ehemalige Betriebsgebäude des Flussspatwerkes in der Kirchstraße 30 stammt aus der Zeit um 1900.

## Persönlichkeiten
- Helmut Duschner (* 1950), Brigadegeneral